# Норт-Лодердейл
Норт-Лодердейл (англ. North Lauderdale) — місто (англ. city) в США, в окрузі Бровард на південному сході штату Флорида, на узбережжі Атлантичного океану. Населення — 44 794 особи (2020). Місто входить до агломерації Форт-Лодердейл- Помпано-Біч-Дірфілд-Біч з населенням 1 766 476 осіб (2009 рік), що є підагломерацією Маямі-Форт-Лодердейл-Помпано-Біч з загальним населенням 5 547 051 особа (2009 рік).
Місто утворене 1963 року. Сусідні міста Норт-Лодердейлу: на півночі Маргейт, на північному сході Помпано-Біч, на сході Форт-Лодердейл, на півдні й заході Тамарак, на північному заході Корал-Спрингс.
Середньодобова температура липня — , січня — . Щорічні опади — мм з піком на місяці.

## Географія
Норт-Лодердейл розташований за координатами 26°12′44″ пн. ш. 80°13′15″ зх. д. / 26.21222° пн. ш. 80.22083° зх. д. (26.212240, -80.220918).  За даними Бюро перепису населення США в 2010 році місто мало площу 11,97 км², з яких 11,89 км² — суходіл та 0,09 км² — водойми.

## Демографія
Згідно з переписом 2010 року, у місті мешкали 41 023 особи в 12 977 домогосподарствах у складі 9625 родин. Густота населення становила 3426 осіб/км².  Було 14709 помешкань (1228/км²).
Расовий склад населення:
| - 53,4 % — чорних або афроамериканців - 33,1 % — білих - 2,9 % — азіатів - 0,3 % — корінних американців - 0,1 % — вихідців з тихоокеанських островів - 6,4 % — осіб інших рас |

До двох чи більше рас належало 3,8 %. Частка іспаномовних становила 25,8 % від усіх жителів.
За віковим діапазоном населення розподілялося таким чином: 28,9 % — особи молодші 18 років, 64,6 % — особи у віці 18—64 років, 6,5 % — особи у віці 65 років та старші. Медіана віку мешканця становила 30,9 року. На 100 осіб жіночої статі у місті припадало 91,4 чоловіків;  на 100 жінок у віці від 18 років та старших — 88,1 чоловіків також старших 18 років.
Середній дохід на одне домашнє господарство  становив 50 779 доларів США (медіана — 41 932), а середній дохід на одну сім'ю — 50 914 долари (медіана — 42 775). Медіана доходів становила 30 922 долари для чоловіків та 28 142 долари для жінок. За межею бідності перебувало 22,4 % осіб, у тому числі 35,2 % дітей у віці до 18 років та 17,4 % осіб у віці 65 років та старших.
Цивільне працевлаштоване населення становило 21 223 особи. Основні галузі зайнятості: освіта, охорона здоров'я та соціальна допомога — 20,4 %, роздрібна торгівля — 16,4 %, науковці, спеціалісти, менеджери — 14,5 %.